# Lepyrium showalteri
Lepyrium showalteri är en snäckart som först beskrevs av I. Lea 1861.  Lepyrium showalteri ingår i släktet Lepyrium och familjen tusensnäckor. IUCN kategoriserar arten globalt som sårbar. Inga underarter finns listade i Catalogue of Life.

## Bildgalleri